# Ельково (Орловская область)
Ельково (Елькова) — деревня в Сосковском районе Орловской области. Входит в состав муниципального образования Сосковское сельское поселение.

## География
Ельково находится на реке Шатоха в 4 км юго-западнее Сосково.

## История
Деревня входила в состав Кромского уезда Орловской губернии.